# الصرم (تعز)
الصرم هي إحدى قرى الجمهورية اليمنية. وهي تتبع جغرافيًا لمحافظة تعز. وإداريًا لمديرية المسراخ. يبلغ تعداد سكانها 3573 نسمة حسب الإحصاء الذي جرى عام 2004.